# Woltersdorf (Nuthe-Urstromtal)
Das Dorf Woltersdorf ist seit 1993 einer von 23 Ortsteilen der Gemeinde Nuthe-Urstromtal im Landkreis Teltow-Fläming in Brandenburg. Der Ort ist mit 1020 Einwohnern (Stand: 2017) der einwohnerstärkste Ortsteil der Gemeinde und hat eine Fläche von 37,9 km².

## Lage

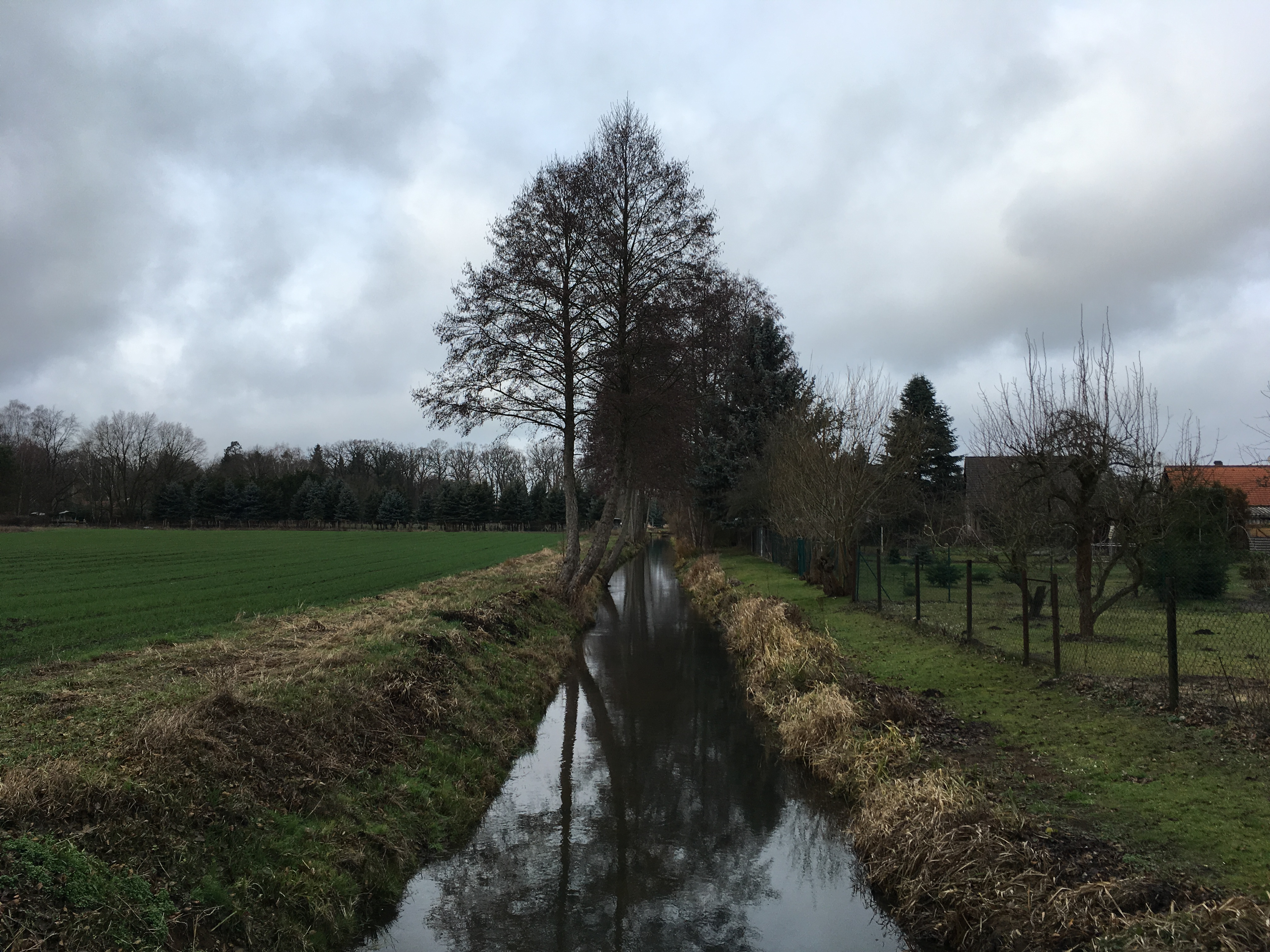
Steinerfließ

Woltersdorf liegt etwa anderthalb Kilometer nordöstlich von Luckenwalde in einer seichten Niederung der Nuthe und dem Steinerfließ (Zufluss zur Nuthe), welche durch den Ort fließen. Im Nordwesten befindet sich das Dorf Ruhlsdorf, im Osten das Dorf Scharfenbrück und Südosten das Dorf Gottow. In direkter Nachbarschaft zum Dorf befinden sich ausgedehnte Kiefernwälder, Äcker, Wiesen und Feucht- und Nasslandschaften.

## Namensherkunft
Die eindeutige Namensherkunft für Woltersdorf ist nicht genau geklärt. Jedoch gibt es verschiedene Ansätze, wie der Name entstanden sein könnte. So bedeutet der Namensteil Walter im Althochdeutschen „Der wallende Herr“ und später „Der Waltende oder Gebieter“. Durch eine ungenaue Schreibweise kann aus dem „a“ ein „o“ geworden sein. Eine weitere Bedeutung des Namensteil Walter kann aus dem süddeutschen „woltern“ abgeleitet sein. Dies bedeutet so viel wie „tüchtig“ oder „sehr“. Vielleicht hieß aber auch nur der Ortsgründer Walter oder Wolter und benannte danach auch den Ort.

## Geschichte

### Frühzeit bis 16. Jahrhundert
Eine Besiedlung des Gebietes rund um Woltersdorf ist anhand zahlreicher Bodenfunde nachweisbar. Reste aus der Mittelsteinzeit, der Jungsteinzeit und der Bronzezeit verraten, das auch schon vor einigen tausend Jahren das Nuthetal von Menschen bewohnt bzw. als Rast- oder Werkplatz genutzt wurde (siehe Liste der Bodendenkmale in Nuthe-Urstromtal). Im Juli 2020 wurde in der Nuthe eine seltene, fast komplett erhaltene Geweihaxt aus der mittleren Steinzeit entdeckt. Bisher wurden jedoch keine Spuren aus der Slawenzeit gefunden. Es ist jedoch davon auszugehen, dass auch hier Slawen wohnten oder wenigstens das Gebiet im Wirkungsbereich der Slawen lag. Etwa zwei Kilometer nordwestlich von Holbeck befindet sich im Osten der Ritschken-Wiesen ein aus einer Bergkuppe herausgearbeiteter Turmhügel mit einem Durchmesser von 27 bis 28 Metern, der etwa sieben Meter über der Sohle eines umlaufenden Grabens liegt. Dieser wird von einem weiteren äußeren Wall umfasst; diese Anlage wurde 1816 als Schlossberg bezeichnet.
Die Geschichte von Woltersdorf reicht mindestens in das Jahr 1285 als woltersdorff zurück. Hier findet die Ersterwähnung des Dorfes statt. Grund der Erwähnung ist der Verkauf des Luckenwalder Burgbezirks, dem auch Woltersdorf angehörte, durch Olzo und Wedego von Richow an das Kloster Zinna. Davor gehörte das Gebiet zum Erzbistum Magdeburg, welches 968 gegründet wurde. Die Woltersdorfer betrieben ihren Lebensunterhalt mit Ackerbau und Viehzucht. 1413 kam es auf zinnaischen Gebiet zu mehreren Raubüberfällen durch Adelige aus Brandenburg. Viele Dörfer wurden geplündert, so wahrscheinlich auch Woltersdorf. Nach einigen Auseinandersetzungen und einem kurzen Frieden kam es jedoch immer wieder zu solchen Überfällen. Infolge von Erbfolgestreitigkeiten kam es am 27. April 1478 zu einem Scharmützel bei Woltersdorf, bei dem der Markgraf von Brandenburg ungarische Truppen besiegte. Der Schulze besaß im Jahr 1480 in Waltersdorf zwei Lehnhufen und gab von den Wiesen. Außerdem lebten im Dorf elf Hufner, die ebenfalls Abgaben von ihren Wiesen geben mussten. Hinzu kamen drei Kossäten und der Dammwächter. Dieser hatte die Aufsicht über die Dämme um das Dorf, welche Überflutungen durch die in der Nähe befindlichen Gewässer verhindern sollten. Die Gemarkung war 16 Hufen groß. Die Bauernhäuser bestanden aus Holz, wurden in Pfostenbauweise errichtet und waren mit Stroh oder Holzschindeln gedeckt. Der Pfarrer aus Luckenwalde erhielt von jeder Hufe eine Scheffel Roggen. Die Bewohner zahlten im Jahr 1534 insgesamt 22 Rheinische Gulden (fl) 10 Pfennig (d) zum 50. Pfennig an Abgaben. Nach der Reformation übernahm im Jahr 1553 das Amt Zinna das Dorf und den Forst mit allem Recht. Für 1562 waren lediglich 18 Hauswirte verzeichnet. Der Schulze besaß im Jahr 1568 nach wie vor zwei Lehnhufen und gab von den Wiesen. Die elf Einhufner, darunter ein Krüger, gaben von den Wiesen. Im Dorf lebten mittlerweile fünf Kossäten, darunter der Dammwächter. Ihm war es 1598 gestattet, ein Stück Acker am Dammtor am hohen Winkel zu bewirtschaften. Das Haus, in dem er zuvor gewohnt hatte, gehörte dem Rat der Stadt Luckenwalde. Im Jahr 1584 lebten in Woltersdorf 18 Hauswirte, die 7 Taler 1 Groschen (gr) 4 d Pfennig an Abgaben leisteten (1586).

### 17. Jahrhundert
Um 1600 gab es im Dorf 18 Hauswirte, 1609 waren es der Schulze, elf Hufner und sechs Kossäten. Im Dreißigjährigen Krieg war das Dorf 1642 vollständig abgebrannt; es lebte nur noch der Schulze. Zuvor waren es 18 besessene Mann: der Lehnmann, elf Hufner und sechs Kossäten. Der Schulze bewirtschaftete zwei Lehnhufen, 1 ½ Morgen (Mg) Wiese im Huck und eine Wiese in Jänickendorf. Von den elf Einerbhufnern war einer der Krüger. Der Krug war 1670 an die Familie von Kratz gefallen, nach dem dieser 40 Jahre lang unbesetzt gewesen war. Zwei Einerbhufner besaßen jeder 1 ½ Mg Wiese. Von den sechs Kossäten besaß einer einen Garten, eine Horst und Busch beim Hammerfließ, einen Horst am Damm und zwei Stücke auf dem Kossätenland. Ein Kossät hatte zwei Gärten hinter dem Haus und im Gehege, zwei Flecke Acker von 10 Stücken, einen Fleck vor Niederdümde, einen Fleck vor seine Wiese bei der Lotschkewiese, vier Stücke vor Niederdümde und 1 ½ Mg Wiese. Ein Kossät besaß zwei Gärten hinterm Haus und im Felde, ein Fleck Acker aus einer Wiese, die im Busch lag, fünf Stück beim Kossätenland und 1 ½ Mg Wiese. Ein Kossät besaß einen Garten, einen Horst am Luckenwalder Gehege und zwei Stücke beim Kossätenäcker. Ein Kossät besaß einen Garten, zwei Hörste, von denen einer am hohen Winkel und der andere am Luckenwalder Gehege lag; außerdem ein Stück Acker an der Beerhorst und zwei Stück am Kossätenacker sowie ein Garten im Felde, einen neuen Acker im Tämmichen und 3 Mg Wiese. Ein Kossät besaß einen Garten, drei Hörste: einen bei Liebätz am vordersten Damm, einen in der Beerhorst und einen im Luckenwalder Gehege. Er besaß außerdem zwei Stück Acker beim Kossätenland und einen Garten im Felde. Die Gemarkung war nach wie vor 13 Hufen groß, darunter zwei Lehnhufen. Die Einwohner hatten das Recht zur Hütung. Hierfür war ihnen eine Fläche zugewiesen worden, die „auf der linken Hand“ nach Trebbin lag und der Stobitz genannt wurde. Jeder Hufner war verpflichtet, dem Pfarrer in Luckenwalde 1 Scheffel Roggen zu zahlen; der Schulze zwei. Der Diakonus erhielt von jedem Hufner 8 Eier und von jedem Kossäten je vier Stück. Die Kriegsschäden waren bis 1671 beseitigt, so dass wieder 18 Einwohner im Dorf leben konnten. Im Jahr 1684 waren 18 Güter verzeichnet: erneut das Schulzengut, elf Hufnerhöfe und sechs Kossätenstellen.

### 18. Jahrhundert
In einer Statistik aus dem Jahr 1727 erschienen erneut der Lehnschulze, elf Hufner und sechs Kossäten. Die zwölf Bauern bewirtschafteten im Folgejahr 13 Hufen, auf denen sie 7 Wispel 5 Scheffel Aussaat ausbrachten; die sechs Kossäten 20 Scheffel 8 Metzen. Im genannten Jahr erschien auch erstmals ein Holzknecht. Eine Statistik aus dem Jahr 1745 berichtete von zwölf Hufnern, sechs Kossäten, einem Büdner sowie einer Papiermühle und einem Unterförster. Im Jahr 1772 lebten im Dorf zwölf Hufner (darunter der Schulze), sechs Kossäten, vier Büdner, ein Schmied, ein Förster, ein Kuhhirte, ein Pferdehirt und ein Schulmeister. Es gab 23 Männer und 27 Frauen sowie vier alte Männer und sechs alte Frauen. 21 Söhne waren älter als 10 Jahre, 20 darunter. 19 Töchter waren älter als 10 Jahre, 19 darunter. Im Dorf lebten außerdem noch 12 Knechte und 13 Mägde. Der Einlieger war mit einem Mann, vier Frauen und einer Tochter besetzt. Kurz darauf erschien die Schreibweise 1775 Woltersdorf, Waltersdorf (1775); der Ort bestand aus Dorf, Papiermühle und Forsthaus. Die Einwohner betrieben 29 Feuerstellen (1791).

### 19. Jahrhundert

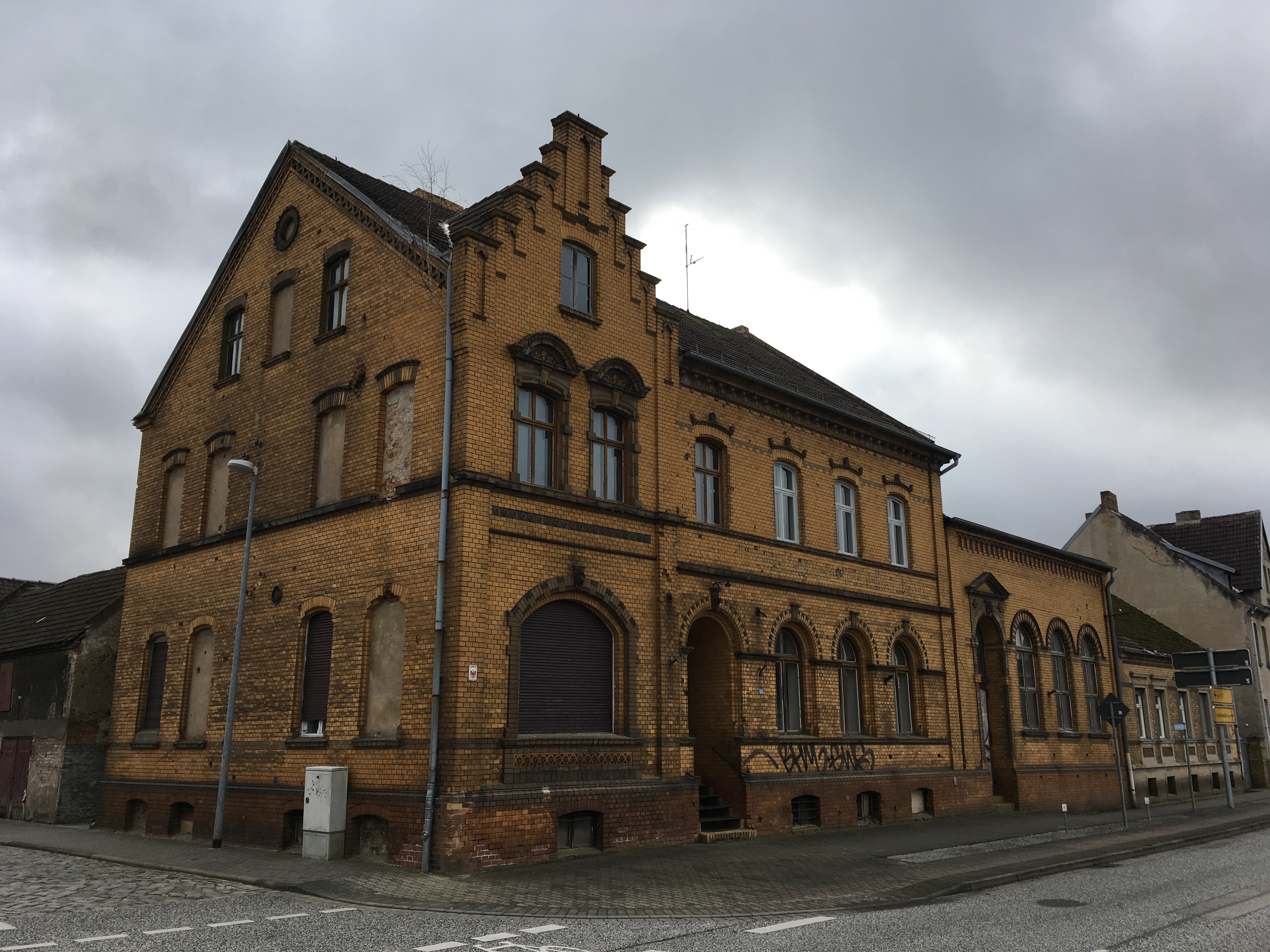
Denkmalgeschützter ehemaliger Gasthof

In einer Statistik aus dem Jahr 1801 wurden der Lehnschulze, elf Ganzbauern, sechs Ganzkossäten, sieben Büdner und mittlerweile acht Einlieger aufgeführt. Es gab eine Schmiede, einen Krug, eine Wasser- und Papiermühle, einen königlichen Unterförster, der dem Zinnaischen Revier unterstellt war, sowie ein Nebenzollamt von Luckenwalde und 31 Feuerstellen. Das Dorf bestand nebst der dabei liegenden Papiermühle und Unterförsterei (1804). Auf den Flächen brachten die Bauern auf 201 Mg 80 Quadratruten (QR) je 9 Wispel 10 Scheffel 10 Metzen Aussaat aus (1812). Im Folgejahr waren 32 Hauseigentümer verzeichnet, darunter der Lehn- und Gerichtsschulze, elf Bauern, sechs Kossäten, neun Büdner sowie ein Büdner und Schmied. Es gab ein Schulhaus und zwei Hirtenhäuser. Eine Statistik aus dem Jahr 1818 führte einen Gast- und Schankwirt, zwei Schlächter, einen Schmied mit einem Gehilfen sowie einen Stellmacher auf. Woltersdorf bestand im Jahr 1837 mit Papiermühle und Oberförsterei. Darin lebten unter anderem ein Rade- und Stellmachermeister, ein Grobschmiedemeister sowie 17 männliche und 17 weibliche Dienstboten; es gab 34 Wohnhäuser. Drei Jahre später gab es auch einen Schuhmacher und einen Weber mit einem Stuhl. Das Dorf war im Jahr 1858 insgesamt 2924 Mg groß: 14 Mg Gehöfte, 4 Mg Gartenland, 1000 Mg Acker, 390 Mg Wiese, 300 Mg Weide, 1216 Mg Wald. Darin standen vier öffentliche, 48 Wohn- und 90 Wirtschaftsgebäude. Die Oberförsterei umfasste 14422 Mg: 11 Mg Gehöfte, 14411 Mg Wald einschließlich der Oberförsterei Woltersdorf, dem Schutzbezirk Jänickendorf, Lindhorst, Märtensmühle und Dobbrikow. Darin standen ein öffentliches, ein Wohn- und drei Wirtschaftsgebäude (darunter eine Kiensamendarre). Der Schutzbezirk Jänickendorf umfasste drei öffentliche und vier Wirtschaftsgebäude, der Schutzbezirk Lindhorst ein öffentliches und zwei Wirtschaftsgebäude, der Schutzbezirk Märtensmühle ein öffentliches und zwei Wirtschaftsgebäude sowie der Schutzbezirk Dobbrikow ein öffentliches Gebäude. Das Forstrevier Scharfenbrück umfasste 1860 die Oberförsterei Woltersdorf und Kiensamendamme (beim Dorf belegen) sowie das Wohnhaus bei Gottow mit Schutzbezirk Jänickendorf und Forsthaus Jänickendorf (Jänickendorfer Teerofen) mit Wohnhaus (einzeln gelegen) sowie den Schutzbezirk Lindhorst und Forsthaus Lindhorst (sonst Luckenwalder Busch genannt), mit Schutzbezirk Märtensmühle und Forsthaus Märtensmühle in der Nähe des Dorfes mit Schutzbezirk Dobbrikow und Forsthaus Dobbrikow in der Nähe des Dorfes. Die Schreibweise Woltersdorf erschien im Jahr 1861. Das Dorf bestand 1871 mit den Wohnplätzen Büdnerhaus bei Gottow, Darranstalt Woltersdorf, Forsthaus Dobbrikow, Forsthaus Jänickendorf, Forsthaus Lindhorst, Forsthaus Märtensmühle, Jänickendorfer Teerofen und 1885 mit den Wohnplätzen Darranstalt Woltersdorf, Forsthaus Dobbrikow, Forsthaus Holbeck, Forsthaus Jänickendorf, Forsthaus Märtensmühle, Jänickendorfer Teerofen. Die bislang kommunalfreien forst- bzw. domänenfiskalische Parzellen im sog. Tiefengehege bei Luckenwalde kamen 1888 zum Forstrevier Scharfenbrück. Woltersdorf bestand 1891 aus Dorf und Oberförsterei, dabei Woltersdorfer Darre. Vom Gemeindebezirk Hennickendorf gelangten im Jahr 1895 insgesamt 19 Hektar (ha) und vom Gemeindebezirk Jänickendorf 1,7 ha zum Dorf, das im genannten Jahr mit den Wohnplätzen Chausseehaus Jänickendorf, Chausseehaus Luckenwalde, Darranstalt Woltersdorf, Forsthaus Dobbrikow, Forsthaus Holbeck, Forsthaus Jänickendorf, Forsthaus Lindhorst, Forsthaus Märtensmühle und Jänickendorfer Teerofen bestand. Kurz darauf kamen 21 ha Fläche aus dem Gutsbezirk Liebätz (1897) hinzu, während 8,6 ha an den Forstgutsbezirk Woltersdorf abgetreten werden mussten. Im gleichen Jahr kam es zu einem Tausch einer 2,9 ha großen Fläche mit dem Gemeindebezirk Jänickendorf. Zwei Jahre später tauschte Woltersdorf 0,2 ha gegen 2,6 ha Fläche aus dem Gemeindebezirk Liebätz.

### 20. Jahrhundert

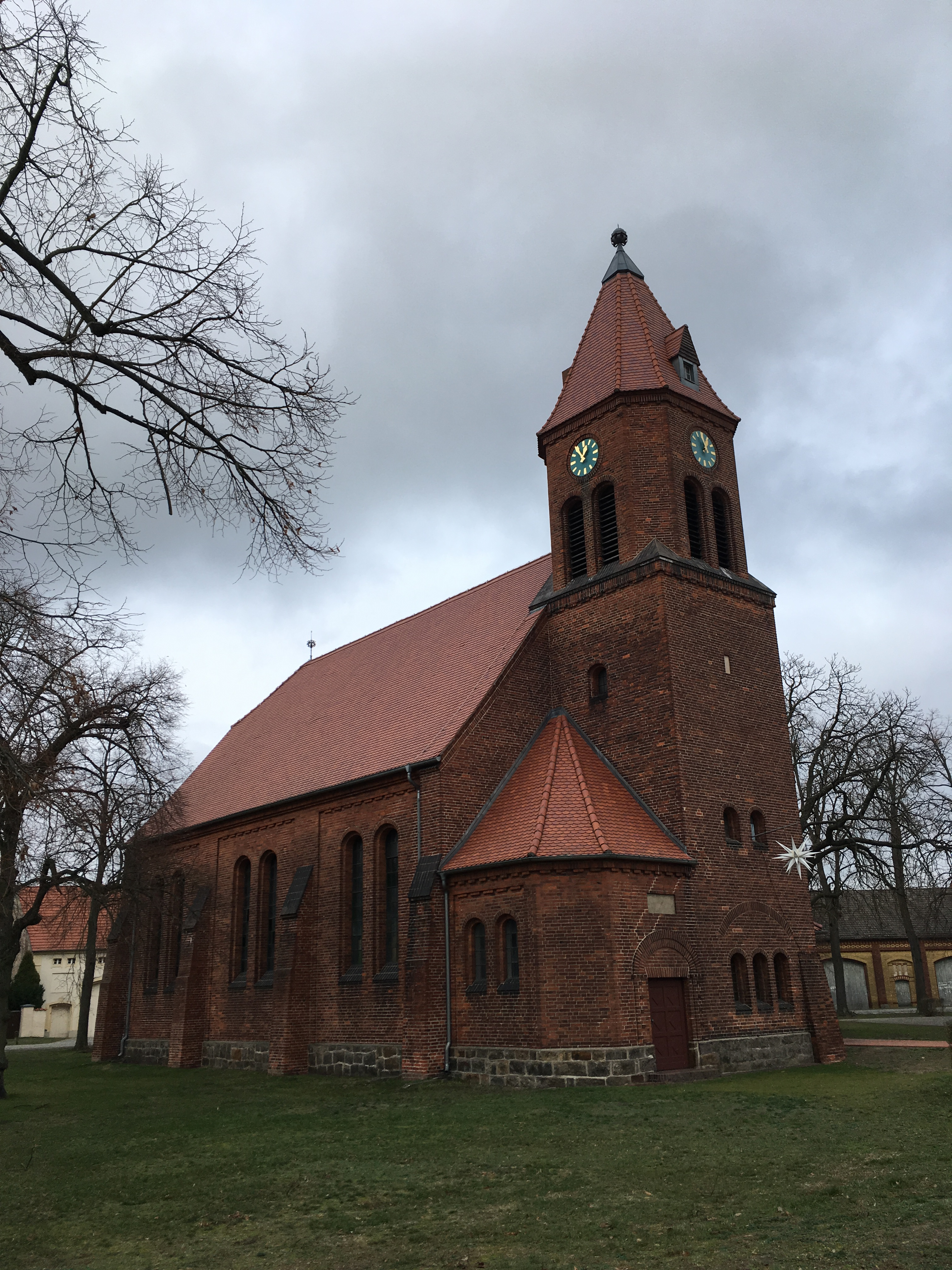
Dorfkirche Woltersdorf

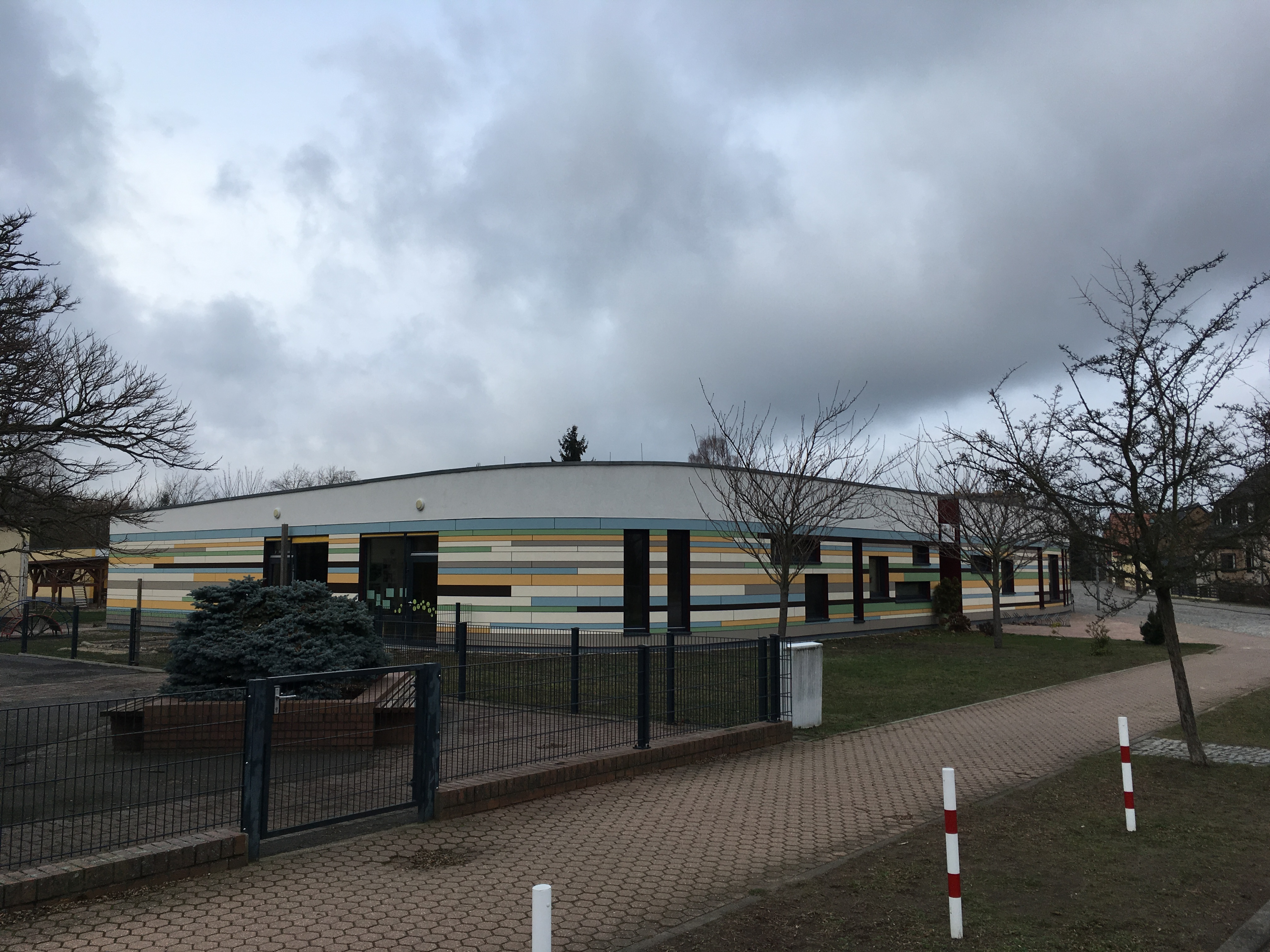
Kita in Woltersdorf

Zur Jahrhundertwende standen im 764,5 ha großen Dorf 104 Häuser, im 3576 ha großen Forst waren es zehn. Es gab unter anderem einen Bauunternehmer, einen Böttcher, einen Bahnwärter, einen Weichensteller, einen Forstsekretär und zwei Gastwirte. Neben zwei Lehrern gab es weiterhin eine Oberpostsekretärswitwe, einen Rentner, einen Tischler, einen Tischlermeister und zwei Werkmeister. Im Forst arbeiteten eine Chausseehauspächterin und fünf königliche Förster in ihren jeweiligen Forsthäusern Holbeck, Jänickendorf, Lindhorst, Märtensmühle und Dobbrikow. Das Forsthaus Teerofen war mit einem königlichen Forstaufseher besetzt; außerdem gab es einen königlichen Forstmeister. Woltersdorf bestand 1905 mit den Wohnplätzen Chausseehaus Luckenwalde, Forsthaus Dobbrikow, Forsthaus Holbeck, Forsthaus Jänickendorf, Forsthaus Lindhorst, Forsthaus Märtensmühle, Oberförsterei Woltersdorf, Samendarre und Teerofen. Am 16. November 1911 wurde in Woltersdorf eine eigene Kirche eingeweiht. Diese wurde von Otto Boenicke, einem Zigarrenfabrikant aus Berlin gestiftet. Ebenso wendete er einen Großteil für das Pfarrhaus auf, sodass ein eigener Pfarrer in Woltersdorf wohnen konnte. Im August folgte dann auch die Auspfarrung aus der Gemeinde Luckenwalde und die Bildung einer eigenen Parochie mit den Dörfern Schöneweide, Gottow, Woltersdorf, Scharfenbrück, Ruhlsdorf, Liebätz und Märtensmühle. Am 8. August 1917 wurden die Kirchenglocken dem Krieg geopfert. Jedoch gelang es dem Pfarrer die größte zu behalten. Erst 1934 erfolgte die Einweihung neuer Glocken, welche in Apolda gegossen wurden. Ab 1920 gab es auch in Woltersdorf Strom. Immer mehr Haushalte schlossen sich an und fast das gesamte Dorf konnte mit Strom versorgt werden. Die Bevölkerung wuchs, auch durch die Anbindung an die Bahnstrecke Berlin–Leipzig, die an den Wochenenden zahlreiche Ausflügler aus Berlin in den Ort brachte. Im Jahr 1929 wurden im Forstgutsbezirk die Jagen 45, 46 und 88 b mit der Stadt Luckenwalde, für die Flächen bei Dobbrikow (390 ha) mit der Gemeinde Dobbrikow, für den Rest einschließlich der Jagen 56, 63, 64, 87, 88, 89 und 90 mit Gemeinde Woltersdorf vereinigt. Woltersdorf wurde 1931 Landgemeinde mit den Wohnplätzen Forsthäuser Holbeck, Jänickendorf, Lindhorst, Märtensmühle und Teerofen, Oberförsterei Woltersdorf, Samendarre Woltersdorf, Waldarbeitergehöft Teerofen und umfasste eine Fläche von 3936,4 ha, auf der 157 Wohnhäuser mit 270 Haushaltungen standen. Der Wohnplatz Papiermühle mit einer Fläche von 4,9 ha kam 1938 an die Stadt Luckenwalde. Im Folgejahr gab es einen land- und forstwirtschaftlichen Betrieb mit einer Fläche über 100 ha. Weitere 14 Betriebe waren zwischen 20 und 100 ha groß, vier zwischen 10 und 20, sechs zwischen 5 und 10 sowie 84 zwischen 0,5 und 5. Außerdem entstand ab 1939 die sogenannte Magnus-Siedlung im Südwesten des Bahnhofes.
Nach dem Zweiten Weltkrieg wurden im Rahmen der Bodenreform 1948 insgesamt 166,3 ha enteignet: 17,3 ha Acker, 12,1 ha Wiese und Weide, 125,3 ha Wald sowie 6 ha Wege und Ödland. Die Flächen wurden auf 67 landarme Bauern verteilt. Woltersdorf bestand im Jahr 1950 als Gemeinde mit den Wohnplätzen Försterei Teerofen, Försterei Jänickendorf, Försterei Lindhorst, Försterei, Märtensmühle, Oberförsterei, Siedlung, im Jahr 1957 als Gemeinde mit den Wohnplätzen Försterei Gerhofen, Försterei Jänickendorf, Försterei Lindhorst, Försterei Märtensmühle, Oberförsterei und Siedlung. Im Jahr 1958 gründete sich eine LPG vom Typ I mit zunächst 10 Mitgliedern. Zwei Jahre später gab es eine LPG Typ III, die im Folgejahr 76 Mitglieder hatte und 430 ha landwirtschaftlicher Nutzfläche bewirtschaftete. Außerdem gab es eine LPG Typ I mit 13 Mitgliedern und 41 ha Fläche, die danach an die LPG Typ III angeschlossen wurde. Im Jahr 1983 bestand im Dorf eine LPG (T) mit Betriebsteil Frankenfelde, die Oberförsterei Woltersdorf, die Vereinigung der gegenseitigen Bauernhilfe (VdgB) (BHG) Jänickendorf Außenstelle Woltersdorf, der ZBE Trocknungsbetrieb Woltersdorf und das Agrochemische Zentrum Jänickendorf. In dieser Zeit war das Dorf im Jahr 1970 Gemeinde (ebenso 1973), 1977 und 1980 mit dem Wohnplatz Forsthaus Holbeck West und ab 1983 wiederum Gemeinde.
Am 6. Dezember 1993 wurde Woltersdorf in die neue Gemeinde Nuthe-Urstromtal eingegliedert.

## Bevölkerungsentwicklung
| Einwohnerentwicklung in Woltersdorf (ohne Wohnplätze und Forst) von 1772 bis 1981 | Einwohnerentwicklung in Woltersdorf (ohne Wohnplätze und Forst) von 1772 bis 1981 | Einwohnerentwicklung in Woltersdorf (ohne Wohnplätze und Forst) von 1772 bis 1981 | Einwohnerentwicklung in Woltersdorf (ohne Wohnplätze und Forst) von 1772 bis 1981 | Einwohnerentwicklung in Woltersdorf (ohne Wohnplätze und Forst) von 1772 bis 1981 | Einwohnerentwicklung in Woltersdorf (ohne Wohnplätze und Forst) von 1772 bis 1981 | Einwohnerentwicklung in Woltersdorf (ohne Wohnplätze und Forst) von 1772 bis 1981 | Einwohnerentwicklung in Woltersdorf (ohne Wohnplätze und Forst) von 1772 bis 1981 | Einwohnerentwicklung in Woltersdorf (ohne Wohnplätze und Forst) von 1772 bis 1981 | Einwohnerentwicklung in Woltersdorf (ohne Wohnplätze und Forst) von 1772 bis 1981 | Einwohnerentwicklung in Woltersdorf (ohne Wohnplätze und Forst) von 1772 bis 1981 | Einwohnerentwicklung in Woltersdorf (ohne Wohnplätze und Forst) von 1772 bis 1981 | Einwohnerentwicklung in Woltersdorf (ohne Wohnplätze und Forst) von 1772 bis 1981 | Einwohnerentwicklung in Woltersdorf (ohne Wohnplätze und Forst) von 1772 bis 1981 | Einwohnerentwicklung in Woltersdorf (ohne Wohnplätze und Forst) von 1772 bis 1981 | Einwohnerentwicklung in Woltersdorf (ohne Wohnplätze und Forst) von 1772 bis 1981 | Einwohnerentwicklung in Woltersdorf (ohne Wohnplätze und Forst) von 1772 bis 1981 | Einwohnerentwicklung in Woltersdorf (ohne Wohnplätze und Forst) von 1772 bis 1981 | Einwohnerentwicklung in Woltersdorf (ohne Wohnplätze und Forst) von 1772 bis 1981 |
| --------------------------------------------------------------------------------- | --------------------------------------------------------------------------------- | --------------------------------------------------------------------------------- | --------------------------------------------------------------------------------- | --------------------------------------------------------------------------------- | --------------------------------------------------------------------------------- | --------------------------------------------------------------------------------- | --------------------------------------------------------------------------------- | --------------------------------------------------------------------------------- | --------------------------------------------------------------------------------- | --------------------------------------------------------------------------------- | --------------------------------------------------------------------------------- | --------------------------------------------------------------------------------- | --------------------------------------------------------------------------------- | --------------------------------------------------------------------------------- | --------------------------------------------------------------------------------- | --------------------------------------------------------------------------------- | --------------------------------------------------------------------------------- | --------------------------------------------------------------------------------- |
| Jahr                                                                              | 1772                                                                              | 1791                                                                              | 1801                                                                              | 1817                                                                              | 1837                                                                              | 1858                                                                              | 1871                                                                              | 1885                                                                              | 1895                                                                              | 1905                                                                              | 1925                                                                              | 1939                                                                              | 1946                                                                              | 1964                                                                              | 1971                                                                              | 1981                                                                              | 2011                                                                              | 2021                                                                              |
| Einwohner                                                                         | 170                                                                               | 195                                                                               | 248                                                                               | 201                                                                               | 263                                                                               | 385                                                                               | 419                                                                               | 550                                                                               | 597                                                                               | 800                                                                               | 1011                                                                              | 1318                                                                              | 1483                                                                              | 1315                                                                              | 1275                                                                              | 1181                                                                              | 1031                                                                              | 1061                                                                              |

## Sehenswürdigkeiten
- Die Dorfkirche Woltersdorf wurde im Jahr 1911 aus rötlichen Mauerstein im Stil der Neugotik errichtet. Im Innenraum befindet sich eine bauzeitliche Kirchenausstattung.
- Weiterhin stehen eine Villa in der Bahnhofstraße sowie ein Gasthof an der Berliner Chaussee unter Denkmalschutz.

## Verkehr

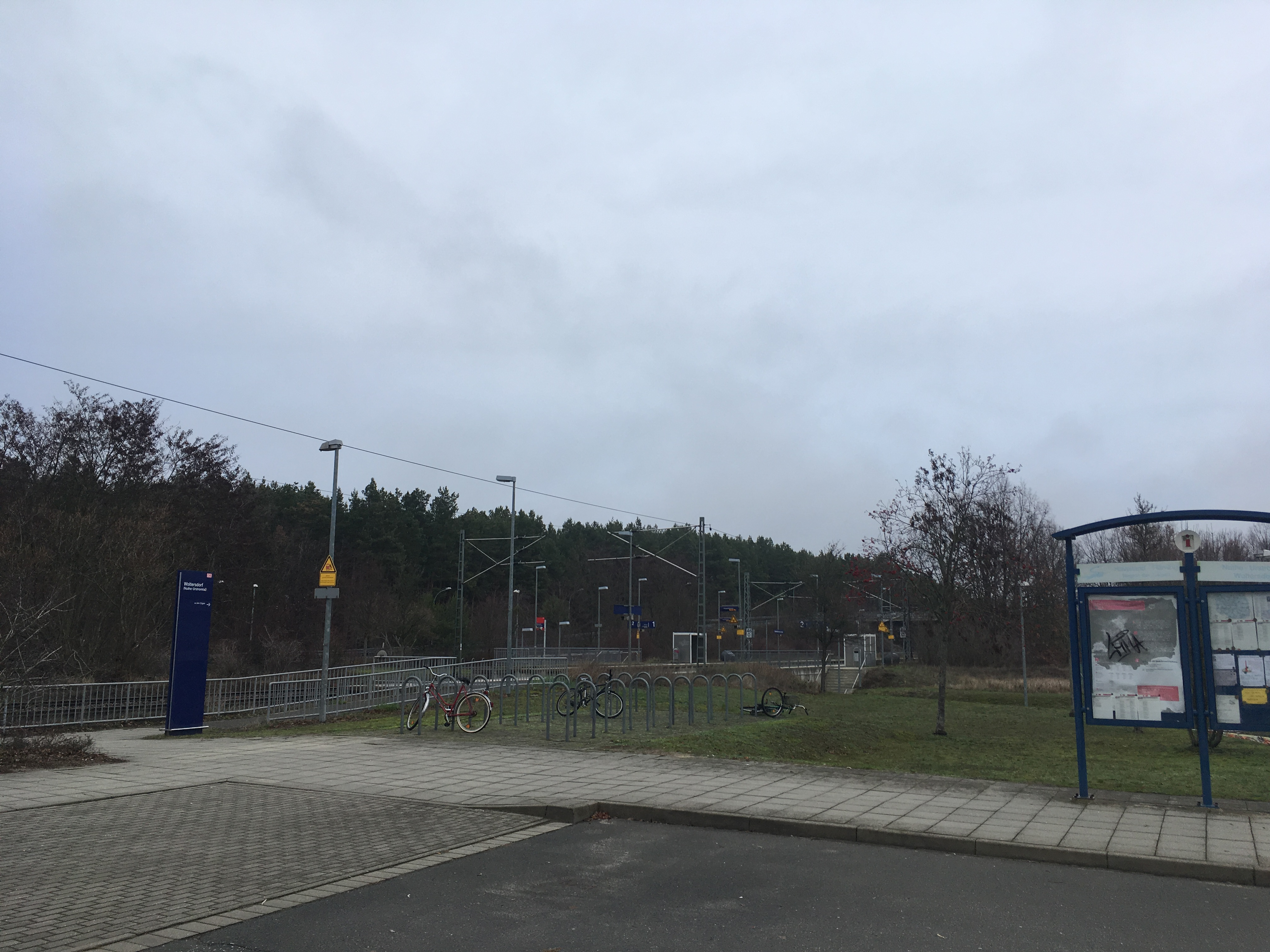
Haltepunkt in Woltersdorf

Der Haltepunkt Woltersdorf (Nuthe-Urstromtal) liegt an der Bahnstrecke Berlin–Halle. Dort verkehren im Stundentakt die Züge der Regional-Express-Linie RE 4 Stendal Hbf – Rathenow – Berlin – Jüterbog – Falkenberg (Elster).
Regelmäßige Buslinien führen nach Potsdam, Luckenwalde, Zossen und Dümde.
Die Bundesstraße B 101 führt sowohl durch den Ort, als auch, als Teil der Ortsumgehung Luckenwalde, darum herum. Von der Autobahn A 10 kommend, ist die Bundesstraße bis kurz vor Woltersdorf vierspurig ausgebaut. Nach der Ausfahrt Woltersdorf ist die Umgehung dreispurig.